# Зелен мост (Пловдив)
Зеленият мост е мост над река Марица в Пловдив, част от булевард „Васил Априлов“.

## История
През 1972 започва стоителството на мост при булевард „Йорданка Николова” до ВИХВП. По време на строителството му има пропадане, останките от което са били разчиствани с взрив. Мостът е въведен в експлоатация през 1977 г.
Мостът е монолитен и е най-дългата конструкция в България, изпълнена със системата „Фрейсине с телове“ – непрекъсната греда с централен отвор 75 м, проектиран от Драгомир Драгоев.  Съоръжението е с дължина 172 м и широчина 30 м. Дълго време парапетът на моста е боядисван в светлозелен цвят, заради което пловдивчани го наричат зеления мост.
Мостът е основно ремонтиран през 2013 – 2015 г. с включване на осветление отстрани и отдолу.